# Jawiszowice (gromada)
Jawiszowice – dawna gromada, czyli najmniejsza jednostka podziału terytorialnego Polskiej Rzeczypospolitej Ludowej w latach 1954–1972.
Gromady, z gromadzkimi radami narodowymi (GRN) jako organami władzy najniższego stopnia na wsi, funkcjonowały od reformy reorganizującej administrację wiejską przeprowadzonej jesienią 1954 do momentu ich zniesienia z dniem 1 stycznia 1973, tym samym wypierając organizację gminną w latach 1954–1972.
Gromadę Jawiszowice z siedzibą GRN w Jawiszowicach utworzono 29 lutego 1956 w powiecie oświęcimskim w woj. krakowskim z obszaru miejscowości Jawiszowice (bez terenów o powierzchni 111,95 ha obejmujących zabudowania przemysłowe oraz obszar Osiedla Robotniczego), którą wyłączono z osiedla Brzeszcze w tymże powiecie. Dla gromady ustalono 26 członków gromadzkiej rady narodowej.
1 stycznia 1958 do gromady Jawiszowice przyłączono tereny o powierzchni 111,95 ha  z osiedla Brzeszcze, położone na południe od granicy katastralnej Brzeszcze–Jawiszowice.
31 grudnia 1961 do gromady Jawiszowice przyłączono obszar zniesionej gromady Przecieszyn; równocześnie z gromady Jawiszowice wyłączono osiedle mieszkaniowe Jawiszowice wraz z terenami przemysłowymi włączając je do osiedla Brzeszcze.
W kwietniu 1969 dla gromady ustalono 21 członków gromadzkiej rady narodowej.
1 stycznia 1970 gromada składała się ze wsi: Jawiszowice, Przecieszyn, Skidzin i Zasole.
Gromada przetrwała do końca 1972 roku, czyli do kolejnej reformy gminnej. 1 stycznia 1973 utworzono gminę Jawiszowice.